# 13P/Ольберса
Комета Ольберса (13P/Olbers) — короткопериодическая комета типа Галлея, которая была открыта 6 марта 1815 года немецким астрономом Генрихом Ольберсом, когда комета медленно двигалась по созвездию Жирафа. Она была описана как небольшая комета с плохо очерченным ядром и очень бледной прозрачной комой. Комета обладает длительным периодом обращения вокруг Солнца — чуть более 69,5 года.

Орбита кометы Ольберса и её положение в Солнечной системе

## История наблюдений
В 1815 году яркость кометы достигла около 5,0 m, а хвост простирался в длину до 1°. Первую параболическую орбиту вычислил 31 марта 1815 года Карл Гаусс, а в середине июня другой немецкий астроном Фридрих Бессель, использую данные наблюдений за период с 11 марта по 20 мая, рассчитал первую эллиптическую орбиту. Результаты этих расчётов говорили о том, что комета прошла перигелий 26 апреля и имела период обращения равным 74,1 года. Результаты расчётов других астрономов колебались между 72 и 77 годами.
Согласно расчётам Бесселя, следующее возвращение в перигелий должно было состояться 9 февраля 1887 года. Незадолго до предполагаемого возвращения кометы немецкий астроном Фридрих Гинцель пересчитал её орбиту и определил дату перигелия 17 декабря 1886 года, с вероятной ошибкой ±1,6 года. Долгое время поиски кометы оставались безуспешными, пока 25 августа 1887 года она не была случайно восстановлена американским астрономом Уильямом Бруксом. Пересмотренная орбита показала, что комета прошла перигелий 8 октября 1887 года. В последний раз комета Ольберса наблюдалась в 1956 году и достигла максимальной яркости 6,5 m при длине хвоста в 1 ° градус, а в следующий раз станет доступна для наблюдений 20 июля 2024 года.  
Похоже, что комета обладает довольно стабильной орбитой, которая в период с 1668 по 2165 год держалась достаточно далеко от Юпитера, чтобы не подвергаться гравитационным воздействиям с его стороны. Зато 10 января 2094 года комета подойдёт довольно близко к Земле, на расстояние в 0,756 а. е. 
Комета не связана ни с одним метеорным потоком на Земле, но, по некоторым данным, может порождать такой поток на Марсе. Если этот поток существует, то его радиант должен располагаться вблизи звезды β Большого Пса.